# 赖纳·施塔赫尔

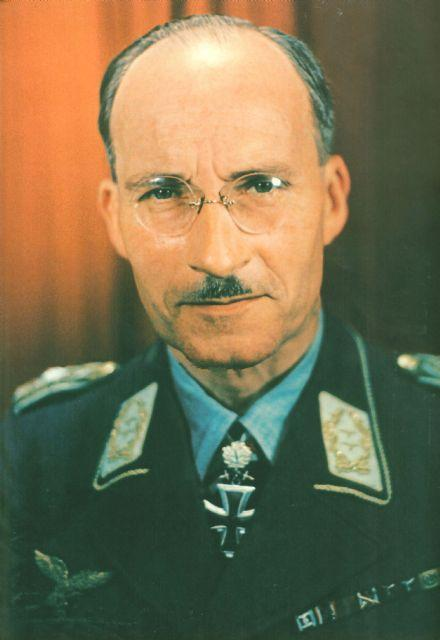
赖纳·施塔赫尔

赖纳·施塔赫尔（Reiner Stahel，1892年1月15日—1955年11月30日）是一位德国军官。他在二战期间指挥部队撤离维尔纽斯以及指挥华沙驻军镇压华沙起义。在罗马尼亚被內務人民委員部逮捕后，他在苏联的囚禁下度过了余生。